# Shipham
Shipham är en ort och civil parish i Storbritannien.   Den ligger i grevskapet Somerset och riksdelen England, i den södra delen av landet, 190 km väster om huvudstaden London. Shipham ligger 133 meter över havet och antalet invånare är 1 136.
Terrängen runt Shipham är platt västerut, men österut är den kuperad. Runt Shipham är det ganska tätbefolkat, med 144 invånare per kvadratkilometer. Trakten runt Shipham består i huvudsak av gräsmarker.